# Telebasis selaopyge
Telebasis selaopyge – gatunek ważki z rodziny łątkowatych (Coenagrionidae). Występuje w północnej części Ameryki Południowej; znany jedynie z miejsca typowego w wenezuelskim stanie Amazonas, w pobliżu granicy z Kolumbią.